# Sigvard Bernadotte

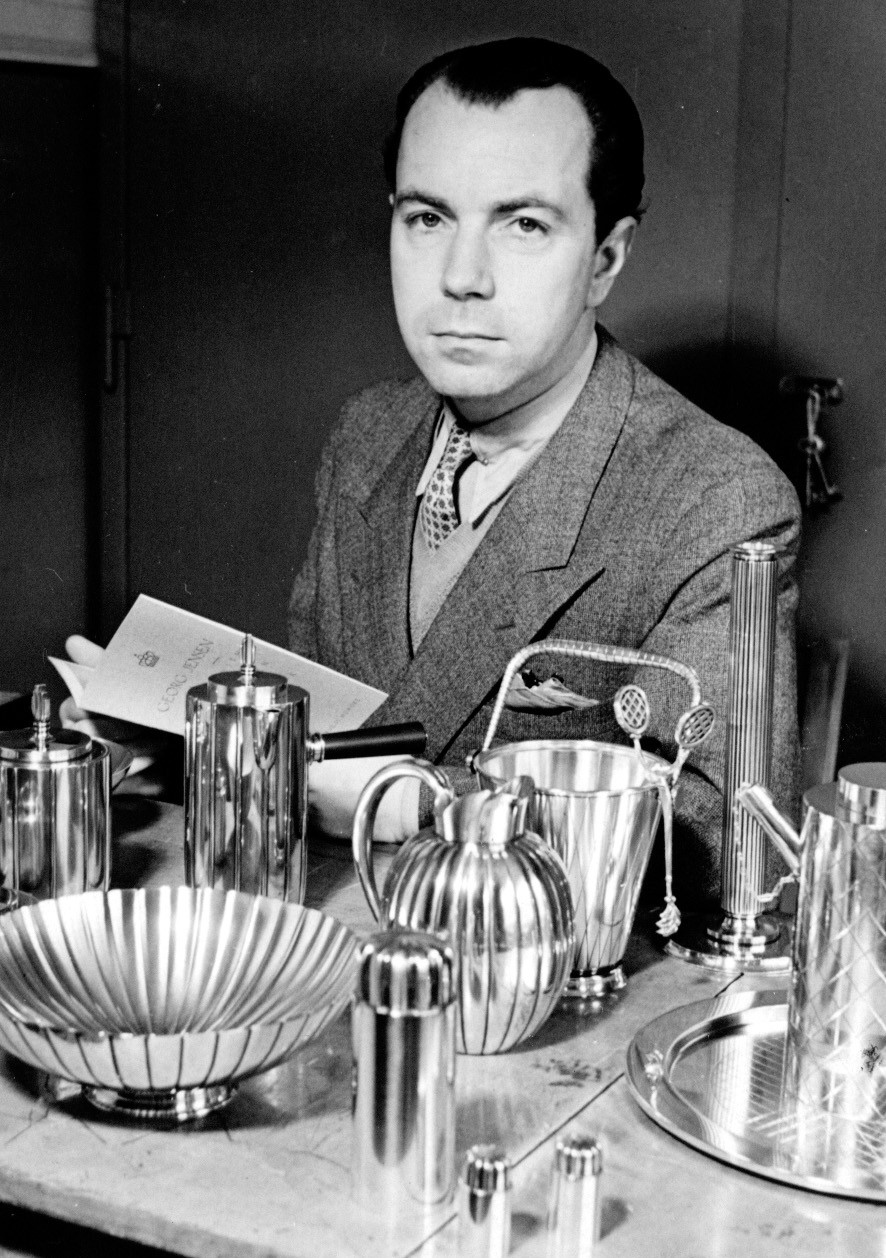
Sigvard Bernadotte 1944

Sigvard Oscar Fredrik Bernadotte Graf von Wisborg (* 7. Juni 1907 auf Schloss Drottningholm; † 4. Februar 2002 in Stockholm) war ein schwedischer Graf, Designer, Illustrator und ehemaliger Prinz, Herzog von Uppland, Sohn des schwedischen Königs Gustav VI. Adolf und der Kronprinzessin Margareta (Margaret von Connaught).

## Leben und Ausbildung
Bernadotte nahm hinter seinem Großvater, seinem Vater und seinem älteren Bruder Gustav Adolf (1906–1947) den 4. Platz in der schwedischen Thronfolge ein. Als sein Urgroßvater König Oskar II. am 8. Dezember 1907 starb, rückte er auf Platz 3 auf.
Nach einem Studium in Uppsala wurde Sigvard Bernadotte 1930 an der Kunsthochschule Konstfack in Stockholm angenommen und belegte das Schwerpunktfach Dekoration. Er studierte u. a. bei Professor Olle Hjortzberg, dem ein nachhaltiger Einfluss auf Bernadottes stramme und konzentrierte Formgebung zugesprochen worden ist. Bernadotte war stark an Film und Theater interessiert, er studierte an der Staatsschule für Angewandte Kunst in München (Vorläuferin der Akademie der Bildenden Künste München) und arbeitete als Regieassistent in Berlin.

## Ehen und Nachkommen
- 1. Ehe (8. März 1934) mit der bürgerlichen Deutschen Erika Patzek (* 12. Juli 1911; † 30. Juli 2007), 1943 geschieden, keine Kinder
- 2. Ehe (26. Oktober 1943) mit der bürgerlichen Dänin Sonja Robbert (* 12. Oktober 1909; † 21. Mai 2004), 1961 geschieden, aus der Ehe stammt der Sohn Michael Bernadotte (* 21. August 1944)
- 3. Ehe (30. Juni 1961) mit der bürgerlichen Schwedin Gullan Marianne Lindberg (* 15. Juli 1924; † 16. Mai 2025 in Stockholm[1]).

Da der schwedische König, sein Großvater Gustav V., weder der ersten noch den folgenden Ehen zugestimmt hatte, verlor Sigvard Bernadotte 1934 seine königlichen Titel und seinen Platz in der schwedischen Thronfolge. Sigvard Bernadotte versuchte mehrmals vergeblich, einen Prinzentitel vom König anerkannt zu bekommen. Ab 1951 durfte er einen luxemburgischen Grafentitel führen und er wurde in dessen Adel auch Prinz Bernadotte genannt. Ab 1983 ließ er sich „Prinz Sigvard Bernadotte“ nennen.

Sigvards Wappen als Prinz von Schweden
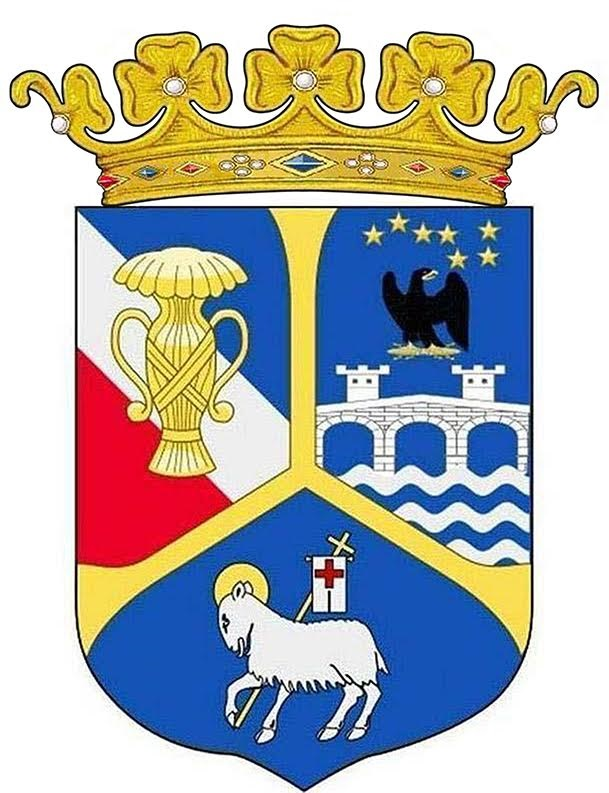
Wappen Prinz Sigvard Bernadottes im Adelsstand von Luxemburg
Wappen der Grafen von Wisborg

## Werk

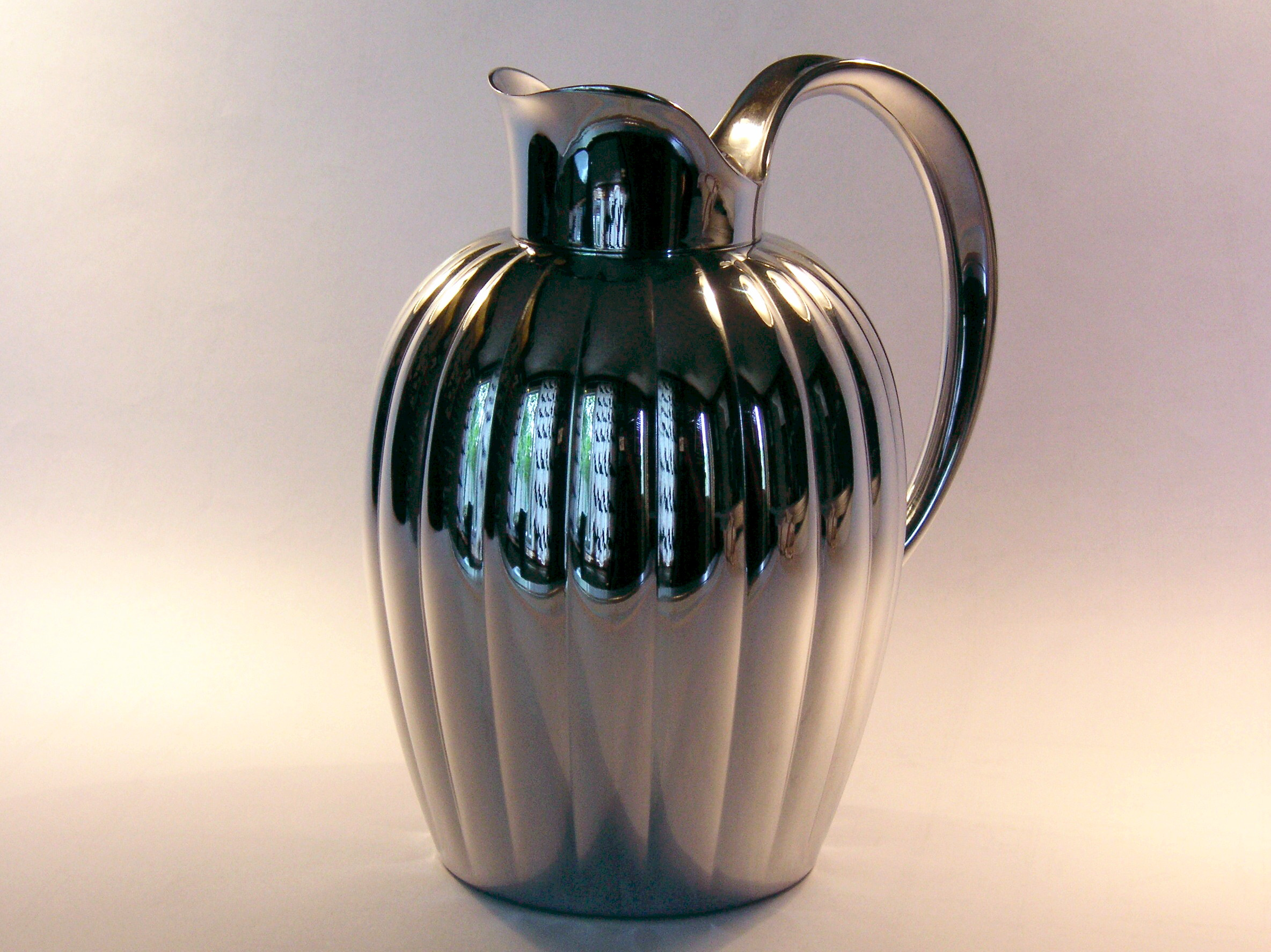
Sahnekännchen/Thermos, 1938/2002

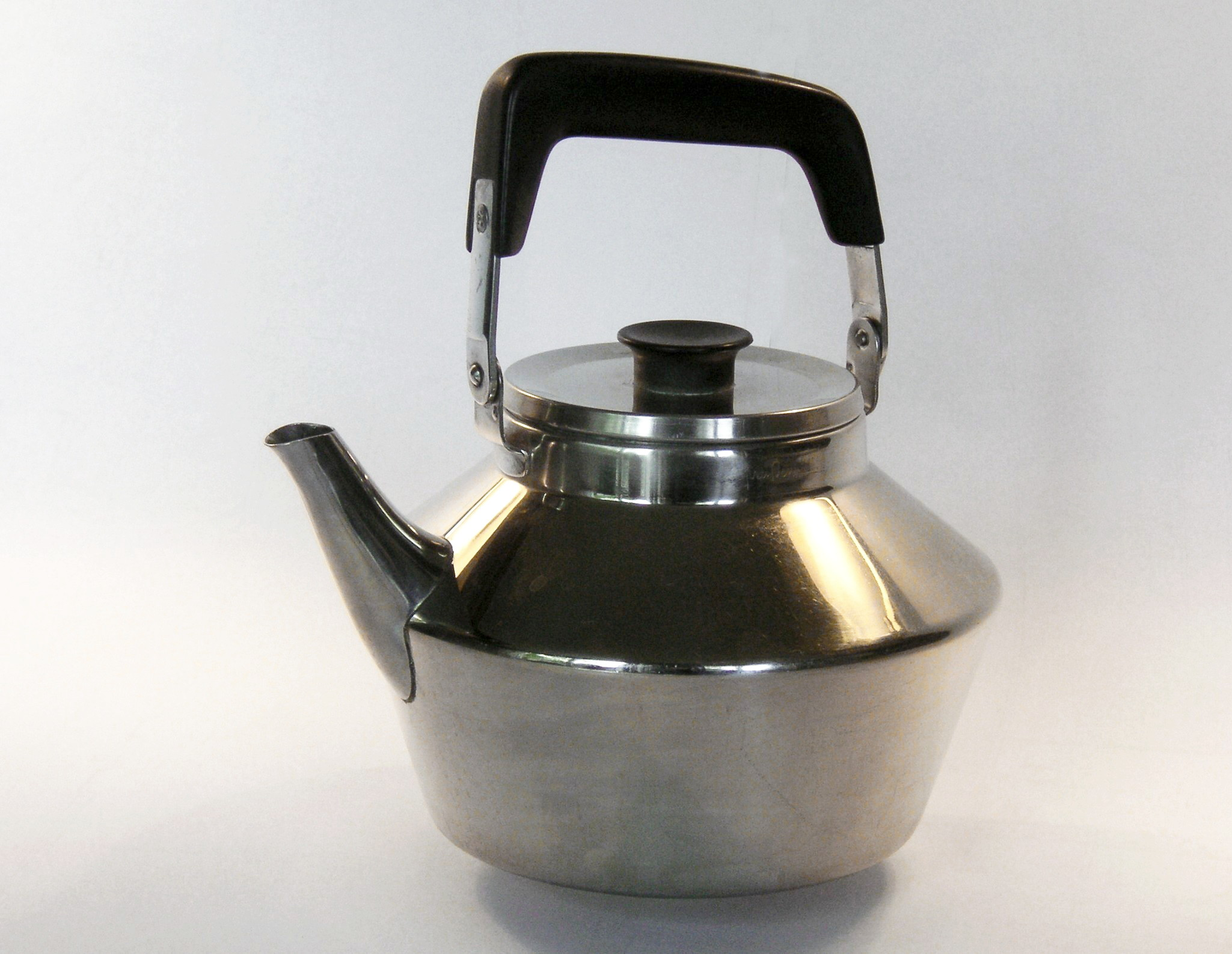
Edelstahlkessel, 1954

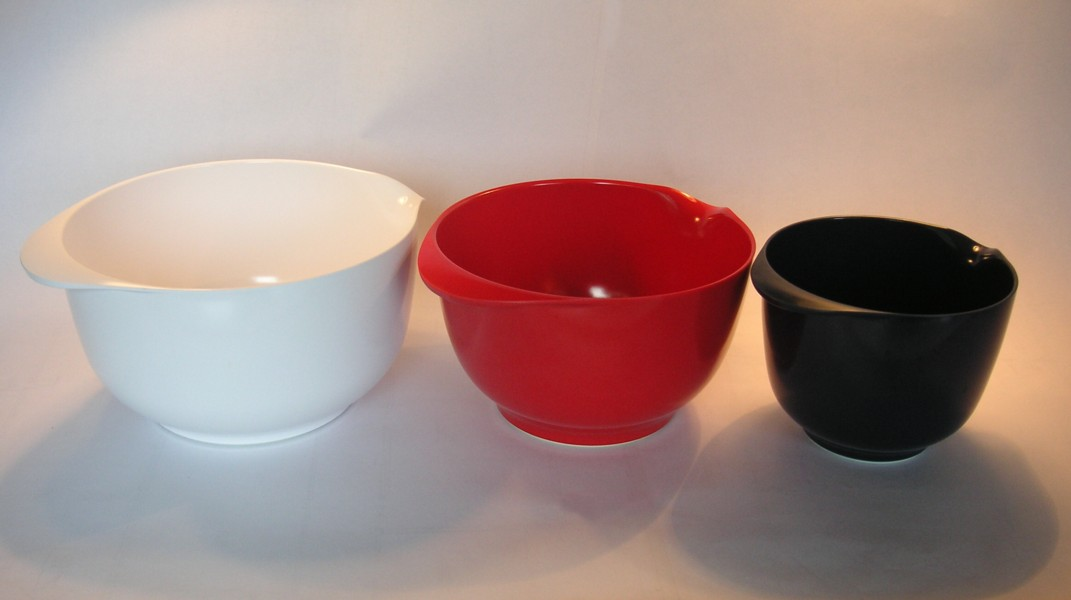
Schüsselserie Margrethe, 1950

Ab 1930 arbeitete Bernadotte neben seinen Studien als Silberdesigner für die dänische Firma Georg Jensen Sølvsmedie A/S in Kopenhagen. Sein silbernes Sahnekännchen von 1938 wurde von Georg Jensen im Jahre 2002 wieder auf den Markt gebracht, nun größer, als verchromte Thermoskanne, und die Besteckserie modell 9 Bernadotte von 1939 wird heute noch produziert. Auf einer Reise nach New York City 1937 traf er die Designgrößen Raymond Loewy, Donald Deskey und Henry Dreyfuss. Diese Begegnung hatte sicherlich Bedeutung für die spätere Spezialisierung zum Industriedesigner. Nach dem Zweiten Weltkrieg wurde er künstlerischer Leiter bei Georg Jensen. Dort entwarf er viele Silberprodukte im modernen skandinavischen Design. Alle seine Silberarbeiten trugen den Stempel Sigvard – eine Selbstverständlichkeit für einen Prinzen.
1950 startete er zusammen mit dem Dänen Acton Bjørn die Kopenhagener Designfirma Bernadotte & Bjørn Industridesign A/S mit Filialen in New York und Stockholm. Dort entstanden viele der Designklassiker wie die Edelstahl-Küchenserie für Modernum von 1954 und die stapelbare rutschsichere Schüsselserie Margrethe von 1950 aus Melamin für Rosti Bakelitfabrik. Zu den Auftraggebern gehörten u. a. Husqvarna, Bang & Olufsen, Facit, AGA, General Electric (ESGE Zauberstab 1961), Danfoss und Elektro-Helios. 1953 bis 1954 nahm er an der großen Wanderausstellung Scandinavian Design in den USA und Kanada teil und auf den Triennalen in Mailand 1951 und 1954 wurde er mit einer Gold- bzw. Silbermedaille für seine Arbeiten ausgezeichnet.
1964 trennten sich Bernadottes und Bjørns Wege und Bernadotte Design AB startete in Stockholm. Das Büro entwarf unzählige Industrieprodukte, u. a. ein Flugzeugservice für SAS Scandinavian Airlines, Außenbordmotoren für Volvo Penta, Gabelstapler für ASEA, Firmenlogos für Alfa Laval und die Schokoladenfirma Marabou sowie 1971 ein Bildtelefon für Ericsson. Dabei versuchte er immer, Ergonomie, Funktion und Schönheit miteinander zu vereinbaren. Einer der letzten Aufträge war 1972 der Entwurf eines neuen U-Bahnwagens für die Stockholmer U-Bahn.
1972 schloss das Büro wegen fehlender Aufträge. Bernadotte hörte jedoch nie auf, als Designer zu arbeiten: 1997, im hohen Alter von 90 Jahren, präsentierte er ein Glasservice für die Firma Fyrklövern. Sigvard Bernadotte war der erste europäische Designer, der in das American Designers Institute (ADI) gewählt wurde.

## Vorfahren
| Ahnentafel von Sigvard Bernadotte |                                                                                                 |                                                                                                | |                                                                                                 | | | | |
| Ururgroßeltern                    | König Oskar I. (1799–1859) ⚭ 1823 Prinzessin Josephine Beauharnais von Leuchtenberg (1807–1876) | Herzog Wilhelm I. von Nassau (1792–1839) ⚭ 1829 Prinzessin Pauline von Württemberg (1810–1856) | Großherzog Leopold von Baden (1790–1852) ⚭ 1819 Prinzessin Sophie Wilhelmine von Schleswig-Holstein-Gottorf (1801–1865) | Kaiser Wilhelm I. (1797–1888) ⚭ 1829 Prinzessin Augusta von Sachsen-Weimar-Eisenach (1811–1890) | Herzog Ernst I. von Sachsen-Coburg und Gotha (1784–1844) ⚭ 1817 Prinzessin Luise von Sachsen-Gotha-Altenburg (1800–1831) | Prinz Edward Augustus, Duke of Kent and Strathearn (1767–1820) ⚭ 1818 Prinzessin Victoire von Sachsen-Coburg-Saalfeld (1786–1861) | Prinz Carl von Preußen (1801–1883) ⚭ 1827 Prinzessin Marie von Sachsen-Weimar-Eisenach (1808–1877)                   | Herzog Leopold IV. von Anhalt-Dessau (1794–1871) ⚭ 1818 Prinzessin Friederike von Preußen (1796–1850)                |
| Urgroßeltern                      | König Oskar II. (1829–1907) ⚭ 1857 Prinzessin Sophia von Nassau (1836–1913)                     | König Oskar II. (1829–1907) ⚭ 1857 Prinzessin Sophia von Nassau (1836–1913)                    | Großherzog Friedrich I. von Baden (1826–1907) ⚭ 1856 Prinzessin Luise von Preußen (1838–1923)                           | Großherzog Friedrich I. von Baden (1826–1907) ⚭ 1856 Prinzessin Luise von Preußen (1838–1923)   | Prinz Albert von Sachsen-Coburg und Gotha (1819–1861) ⚭ 1840 Königin Victoria von Großbritannien und Irland (1819–1901)  | Prinz Albert von Sachsen-Coburg und Gotha (1819–1861) ⚭ 1840 Königin Victoria von Großbritannien und Irland (1819–1901)           | Prinz Friedrich Karl Nikolaus von Preußen (1828–1885) ⚭ 1854 Prinzessin Maria Anna von Anhalt-Dessau (1837–1906)     | Prinz Friedrich Karl Nikolaus von Preußen (1828–1885) ⚭ 1854 Prinzessin Maria Anna von Anhalt-Dessau (1837–1906)     |
| Großeltern                        | \| König Gustav V. (1858–1950) ⚭ 1881 Prinzessin Viktoria von Baden (1862–1930)                 | \| König Gustav V. (1858–1950) ⚭ 1881 Prinzessin Viktoria von Baden (1862–1930)                | \| König Gustav V. (1858–1950) ⚭ 1881 Prinzessin Viktoria von Baden (1862–1930)                                         | \| König Gustav V. (1858–1950) ⚭ 1881 Prinzessin Viktoria von Baden (1862–1930)                 | Prinz Arthur, Duke of Connaught and Strathearn (1850–1942) ⚭ 1879 Prinzessin Luise Margareta von Preußen (1860–1917)     | Prinz Arthur, Duke of Connaught and Strathearn (1850–1942) ⚭ 1879 Prinzessin Luise Margareta von Preußen (1860–1917)              | Prinz Arthur, Duke of Connaught and Strathearn (1850–1942) ⚭ 1879 Prinzessin Luise Margareta von Preußen (1860–1917) | Prinz Arthur, Duke of Connaught and Strathearn (1850–1942) ⚭ 1879 Prinzessin Luise Margareta von Preußen (1860–1917) |
| Eltern                            | König Gustav VI. Adolf (1882–1973) ⚭ 1905 Prinzessin Margaret of Connaught (1882–1920)          | König Gustav VI. Adolf (1882–1973) ⚭ 1905 Prinzessin Margaret of Connaught (1882–1920)         | König Gustav VI. Adolf (1882–1973) ⚭ 1905 Prinzessin Margaret of Connaught (1882–1920)                                  | König Gustav VI. Adolf (1882–1973) ⚭ 1905 Prinzessin Margaret of Connaught (1882–1920)          | König Gustav VI. Adolf (1882–1973) ⚭ 1905 Prinzessin Margaret of Connaught (1882–1920)                                   | König Gustav VI. Adolf (1882–1973) ⚭ 1905 Prinzessin Margaret of Connaught (1882–1920)                                            | König Gustav VI. Adolf (1882–1973) ⚭ 1905 Prinzessin Margaret of Connaught (1882–1920)                               | König Gustav VI. Adolf (1882–1973) ⚭ 1905 Prinzessin Margaret of Connaught (1882–1920)                               |
| Sigvard Bernadotte                |                                                                                                 |                                                                                                | |                                                                                                 | | | | |